# Rhipidia (Rhipidia) multifida
Rhipidia (Rhipidia) multifida is een tweevleugelige uit de familie steltmuggen (Limoniidae). De soort komt voor in het Neotropisch gebied.